# Agence panafricaine de la grande muraille verte

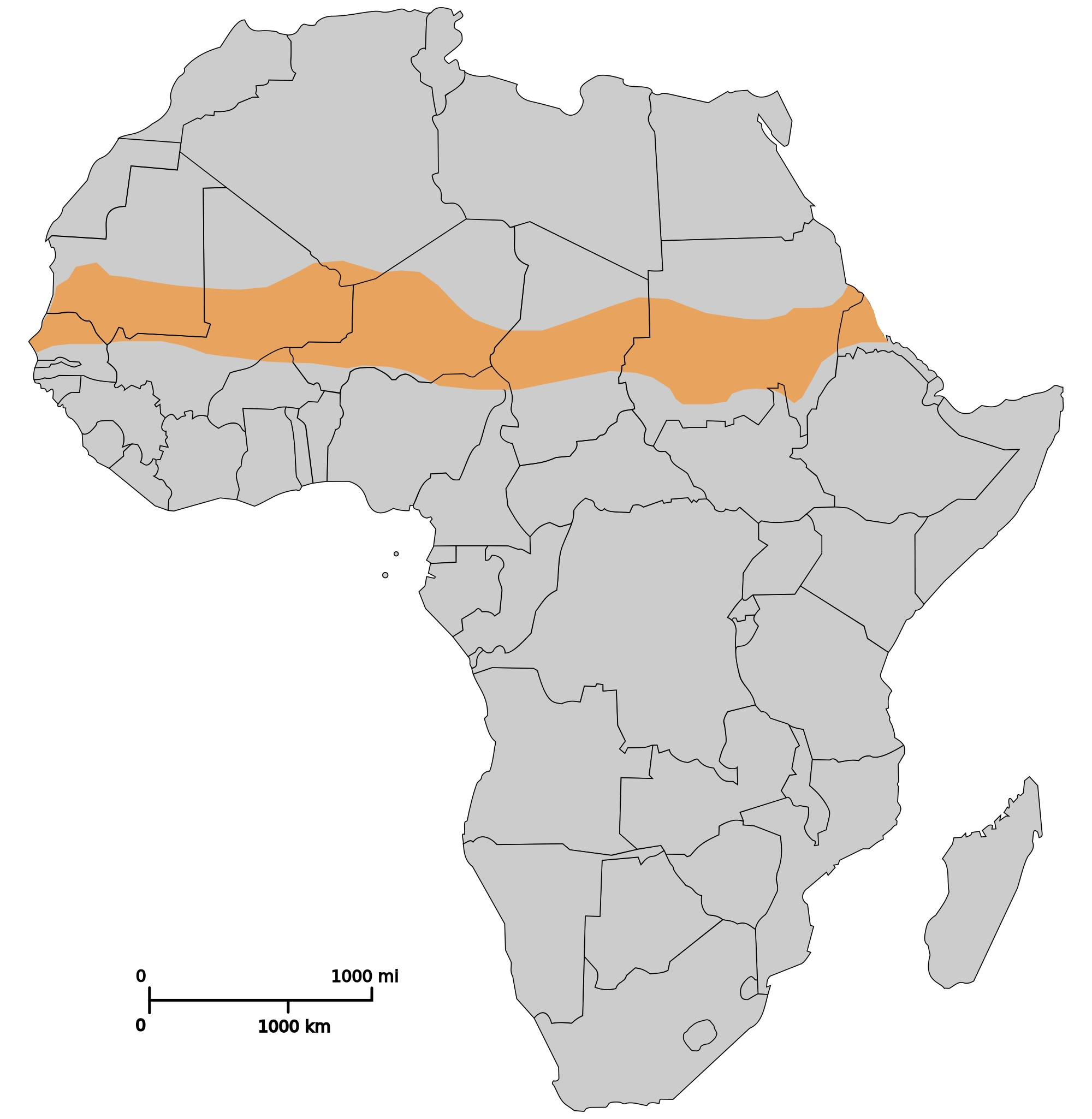
La carte montre en orange la zone du Sahel.

L'Agence panafricaine de la grande muraille verte (APGMV ; en anglais : Panafrican Agency of the Great Green Wall, PAGGW) est une agence interétatique, créée en 2010, sous l'égide de l'Union africaine et de la CEN-SAD, par les états sahélo sahariens pour gérer le projet de Grande muraille verte.

## Historique
L'APGMV a été créée le 10 juin 2010 par le Burkina Faso, la république de Djibouti, l'État d'Érythrée, la république démocratique fédérale d'Éthiopie, la république du Mali, la république islamique de Mauritanie, la république du Niger, la république fédérale du Nigeria, la république du Sénégal, la république du Soudan et la république du Tchad.

## Missions
L'APGMV a pour missions, la coordination et le suivi de la réalisation d'une barrière verte de protection contre l'avancée du désert et de contribuer au développement durable sur la bande sahélo-saharienne comprise principalement entre les isohyètes 100 et 400 mm sur une distance d'au moins 7 000 km de long et 15 km de large allant de Dakar à Djibouti. Ce tracé, peut en cas de nécessité, inclure des bretelles. L'APGMV est chargée en relation avec les États membres, l'Union africaine, le NEPAD et la CEN-SAD de coordonner, suivre et évaluer toutes les activités relatives à la Grande muraille verte et de mobiliser les ressources nécessaires.

## Gouvernance
L'APGMV comprend quatre organes de direction :
- une conférence des chefs d'État et de gouvernement ;
- un conseil des ministres ;
- un secrétariat exécutif ;
- un comité technique des experts.

Le professeur Abdoulaye Dia est secrétaire exécutif de l'agence.
Le siège de l'organisation a été installé d'abord à Ndjamena au Tchad, puis la décision est prise de l'installer à Nouakchott en Mauritanie, décision entérinée le 29 août 2013,.

## Agences nationales
L'APGMV est relayée au niveau de chaque pays par une structure nationale créée conformément à sa législation interne avec la mission d'entreprendre la réalisation de la grande muraille verte.
À la date de juillet 2011, sur les 11 structures prévues, seule l’agence du Sénégal (Agence nationale de la grande muraille verte, ANGMV) a été instaurée,. L'agence mauritanienne a été créée en septembre 2013.

### Sources et bibliographie
- « Convention portant création de l'Agence panafricaine de la Grande muraille verte », 10 juin 2010 (consulté le 2 décembre 2013) [PDF]
- Anaïs Toro-Engel, « La Grande Muraille Verte, mythes et réalités : La mobilisation pour ce projet historique semble de plus en plus soutenue, mais qu'en est-il sur le terrain ? », sur Slate Afrique, 30 juillet 2011 (consulté le 2 décembre 2013)
- Serigne Mbodji (DPS/ANGMV), Présentation de la GMV-Sénégal, octobre 2012, 47 p. (lire en ligne) [PDF]
- Comité permanent inter-États de lutte contre la sécheresse dans le Sahel (CILSS), « Les pays membres ne paient pas leurs cotisations », 12 mai 2013 (consulté le 2 décembre 2013)
- RIM APGMV, « Signature d’un accord de siège entre la Mauritanie et l'APGMV », 1er septembre 2013 (consulté le 2 décembre 2013)
- Pierre Cherruau (texte) et Arnaud Spani (photos), « Et le Sahel devint... vert », GEO, no 418,‎ décembre 2013, p. 62-76 (ISSN 0220-8245)